# Jüdenstraße (Berlin-Spandau)
Die Jüdenstraße ist ein Verkehrsweg in der Altstadt des Berliner Ortsteils Spandau. Sie beginnt am Altstädter Ring und überquert dort den Mühlengraben, kreuzt die Moritzstraße sowie die Ritterstraße und trifft an ihrem nördliche Ende wieder auf das Viktoria-Ufer. Da die Längsstraße früher an beiden Enden an der Stadtmauer abschloss, war die Jüdenstraße im Gegensatz zu der parallel verlaufenden Breiten Straße und Carl-Schurz-Straße keine Durchgangsstraße. Sie ist mit ihren kleinen Ladengeschäften weitaus weniger belebt als die anderen – als Fußgängerzone gestalteten – Längs- und Querstraßen der Spandauer Altstadt.

## Geschichte

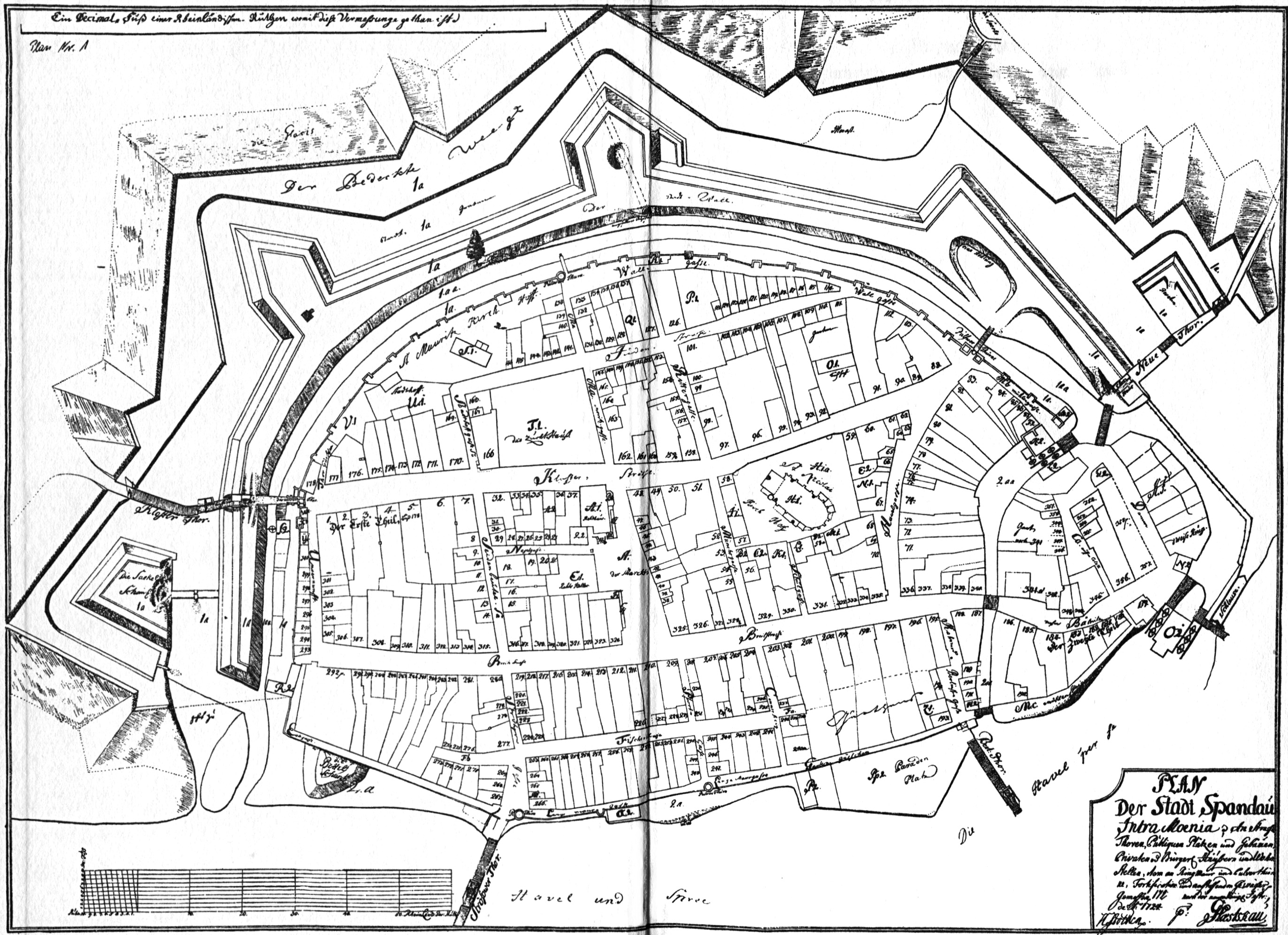
Die Jüdenstraße auf einem Katasterplan der Stadt Spandau aus dem Jahr 1728

### Erstanlage und Namensherkunft
Die Straße entstand im 14. Jahrhundert. Das Wort Jüden ist eine umgelautete Nebenform zum mittelhochdeutschen Wort Juden. Diese Straße erhielt ihren Namen nach den in dieser Zeit dort lebenden Juden. Die früheste bekannte Überlieferung des Namens stammt aus dem Jahr 1537.
Die Anwesenheit von Juden in Spandau wurde bereits im Jahr 1307 urkundlich erwähnt. Am südlichen Ende der Jüdenstraße befand sich laut Quellen aus dem 18. Jahrhundert eine Synagoge (die Judenschule), die 1342 erstmals in schriftlichen Quellen erscheint. Anhand von mittelalterlichen jüdischen Grabsteinen, die bei Ausgrabungen im Fundament der Zitadelle Spandau gefunden worden sind, lässt sich jüdisches Leben in Spandau bis vor 1244 zurückdatieren. Spandau selbst wurde erst 47 Jahre davor, im Jahr 1197, zum ersten Mal urkundlich erwähnt.
Im Jahr 1510 kam es zum Berliner Hostienschändungsprozess, infolgedessen 39 Juden aus dem Berliner Raum verbrannt und alle Juden aus der Mark Brandenburg ausgewiesen wurden. Die Spandauer Synagoge in der Jüdenstraße wurde daraufhin geschlossen und durch die Stadt weitervermietet, die jüdischen Friedhöfe eingezogen und deren Grabsteine teilweise für den Festungsbau der Zitadelle verwendet. Erst 150 Jahre später, mit einem Toleranzedikt des Kurfürsten Friedrich Wilhelm, siedelten sich wieder mehr Juden in Brandenburg an, und langsam bildete sich eine neue jüdische Gemeinde in Spandau. Pläne aus dem 19. Jahrhundert, in der Jüdenstraße eine neue Synagoge zu bauen, scheiterten wegen zu beengter Bauverhältnisse. Im Jahr 1894 begann der Bau der Spandauer Vereinssynagoge am Lindenufer, Ecke Kammerstraße.
Am 13. Mai 1620 brannten 40 Häuser in der Jüdenstraße nieder. Wegen folgender Pestausbrüche in Spandau (1626–1637) und der Lasten durch den Dreißigjährigen Krieg konnte die Straße erst 1688 wieder vollständig hergestellt werden.

### Moritzkirche

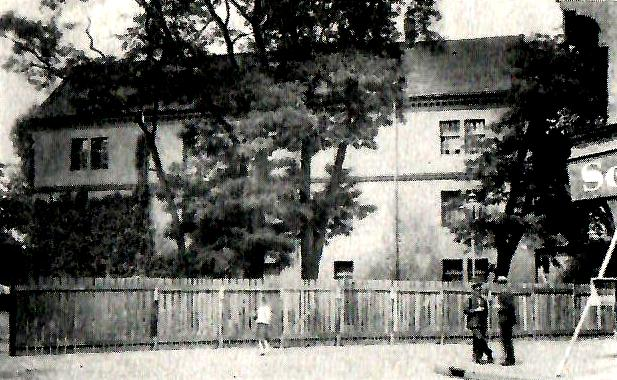
Die vormalige Moritzkirche vor dem Abriss, 1920

Am südlichen Ende der Jüdenstraße zur Stadtmauer hin lag die Moritzkirche, die 1461 erstmals erwähnt wurde, aber sicher älter war. Nach 1806 wurde sie zur Kaserne umgebaut und 1920 zugunsten von Wohnbebauung abgerissen.

### Lynar-Schloss, Zuchthaus Spandau

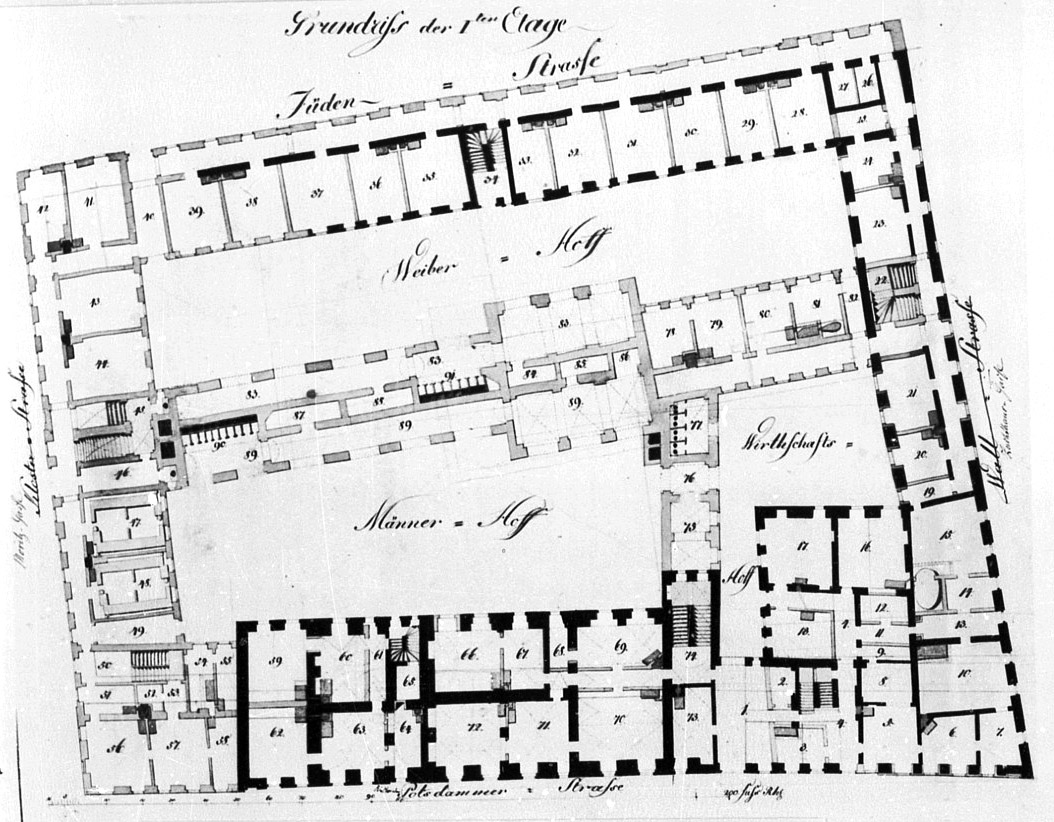
Grundriss des Zuchthauses Spandau zwischen der Jüden- und der Potsdamer Straße (seit 1939 Carl-Schurz-Straße) von 1805

Zwischen 1578 und 1581 ließ sich Rochus zu Lynar (Hauptbaumeister der Zitadelle) auf einem großen Areal zwischen Jüden-, Carl-Schurz-, Charlotten- und Moritzstraße ein Palais errichten, das als gräfliches Schloss oder Lynar-Schloss bezeichnet wurde. 1686 erwarb der Kurfürst Friedrich Wilhelm das Schloss von den Lynarschen Erben, um es in ein Spinn- und Zuchthaus umzuwandeln. Nachdem das Gebäude im 18. Jahrhundert sehr baufällig geworden war, investierte der preußische Staat 80.000 Taler im Jahr 1805 in den Aus- und Umbau des Zuchthauses in eine Straf- und Besserungsanstalt. Diese wurde 1872 aufgelöst und das Gebäude als Schlosskaserne zur Einquartierung des 3. Garde-Grenadier-Regimentes „Königin Elisabeth“ genutzt. 1898 wurde die Kaserne komplett abgerissen, um Platz für den Bau von Mietwohnhäusern zu erhalten.

### Wendenschloß

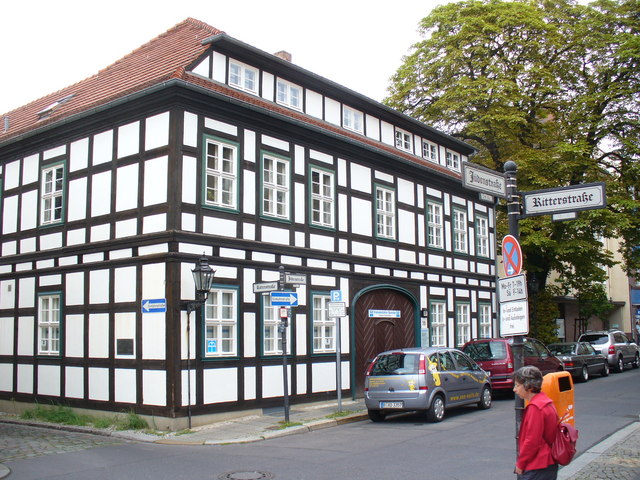
Wendenschloß in der Jüdenstraße 35

Das als Wendenschloß bezeichnete Ackerbürgerhaus in der Jüdenstraße 35 / Ecke Ritterstraße, war eines der auffälligsten Fachwerkhäuser der Spandauer Altstadt. Dessen genaue Erbauungszeit ist nicht bekannt, wird aber um 1700 vermutet. Ebenso ist die Herkunft des Namens Wendenschloß unbekannt. Zunächst als Wohn- und Wirtschaftshaus errichtet, wurde es ab 1888 als Restaurant weiter genutzt. Das denkmalgeschützte Bauwerk wurde in den 1960er Jahren so stark baufällig, dass es 1966 abgerissen werden musste. Die Nikolaikirchgemeinde erwarb daraufhin das Grundstück und errichtete an selber Stelle einen Neubau mit vorgeblendetem Fachwerk als Nachbildung des ursprünglichen Gebäudes. Der Berliner Maler Otto Nagel hielt das Fachwerkhaus in zwei seiner Gemälde fest.

### Johanneskirche

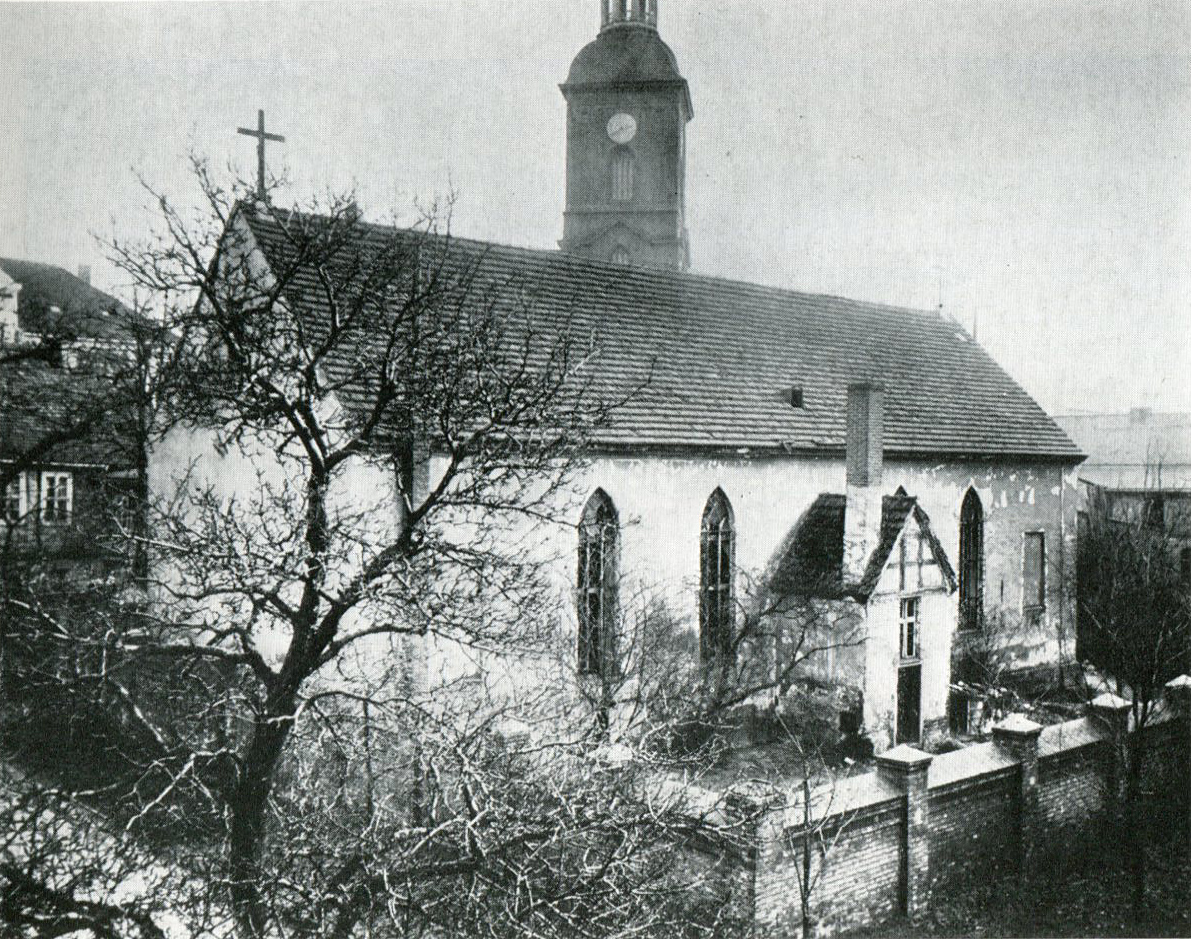
Johanneskirche zwischen Jüden- und Carl-Schurz-Straße (nach 1875; der Turm gehört zur Nikolaikirche)

Zwischen dem nördlichen Ende der Jüdenstraße und der Carl-Schurz-Straße lag die um 1670 errichtete Johanneskirche. Sie war das Gotteshaus der reformierten Gemeinde Spandau. Zuvor hatte der Große Kurfürst, Friedrich Wilhelm von Brandenburg, sich dafür eingesetzt, die Moritzkirche für die wachsende reformierte Gemeinde zu öffnen; dies lehnte jedoch der Magistrat von Spandau ab. Die Kirche wurde nach 1836 von der Garnisongemeinde mitgenutzt, wofür sie umgebaut wurde. Das Kirchengelände war von der Carl-Schurz-Straße (bis 1754 Klosterstraße, dann bis 1939 Potsdamer Straße) zugänglich und hatte eine Mauer zur Jüdenstraße hin. Ein Geländestreifen zwischen der Kirche und der Jüdenstraße diente zeitweise der Kirche als Friedhof. Die Stadt Spandau wollte das Grundstück der Kirche zur Erweiterung der Stadtschulen nutzen und erwarb es nach dem Bau der Lutherkirche und der Garnisonkirche, die Johanneskirche wurde im Winter 1902/1903 abgerissen. Auf dem Gelände wurde ein Gymnasium, die spätere Freiherr-vom-Stein-Oberschule, gebaut. Der ehemaligen Kirchhof wurde in das Gelände des Schulhofs mit einbezogen.

### Umbenennung und Rückbenennung
Am 17. September 1938 ließen die Nationalsozialisten die Straße im Zuge der Entfernung jüdischer Straßennamen nach dem Kunsthistoriker Gottfried Kinkel in Kinkelstraße umbenennen. Kinkel saß 1850 wegen Beteiligung an der Deutschen Revolution 1848/1849 im Zuchthaus Spandau ein, wo er von seinem Freund Carl Schurz befreit wurde. In diesem Zusammenhang wurde 1939 auch die zur Jüdenstraße parallel verlaufende Potsdamer Straße in Carl-Schurz-Straße umbenannt. Das Spandauer Bezirksamt hatte in mehreren Anläufen versucht, den Verkehrsweg in Jüdenstraße zurückzubenennen: Ein erster Vorschlag der Spandauer FDP zur Rückbenennung der Kinkelstraße in Jüdenstraße 1985 stieß bei Spandauer Geschäftsleuten und Anwohnern auf Widerstand. Nach einem erneuten Anlauf 1993/94 wurde die Rückbenennung mit den Stimmen der CDU und SPD beschlossen, die FDP war zu diesem Zeitpunkt nicht im Bezirksamt vertreten. Gut ein Jahr später wurde der Rückbenennungsbeschluss auf Antrag von CDU und SPD wieder zurückgenommen. Bei den Koalitionsverhandlungen zwischen CDU und FDP im Jahr 2001 wurde die Rückbenennung der Kinkel- in Jüdenstraße in die gemeinsame Vereinbarung beider Fraktionen auf Vorschlag der FDP aufgenommen, die Rückbenennung erfolgte in einem Festakt am 1. November 2002. Bei einer öffentlichen Pressekonferenz am selben Tage am Ort der Rückbenennung, die die FDP-Fraktion veranstaltet hatte, kam es zum Eklat, als die Ansprache des eingeladenen Vorsitzenden der Jüdischen Gemeinde zu Berlin, Alexander Brenner, mit den Rufen „Juden raus“ und „Ihr habt Jesus gekreuzigt!“ gestört und die Veranstaltung abgebrochen werden musste.

## Gedenktafel und Baudenkmale
An der Fassade des Grundstücks Jüdenstraße 2 befindet sich eine Gedenktafel zur Erinnerung an die Umbenennung 1938 in Kinkelstraße.
Liste der Baudenkmale in der Jüdenstraße:
- Nr. 9, 11, 13, 15: Wohnungsbauten Moritzkaserne[Denkmal 1]
- Nr. 29: Wohnhaus[Denkmal 2]
- Nr. 41: Mietshaus, Wohnhaus, Geschäftshaus sowie Wohn- und Geschäftshaus[Denkmal 3]
- Nr. 40, 41, 42, 43, 47, 51, 53: Wohnhausgruppe und Mietshausgruppe[Denkmal 4]